# Trophée NHK 2016
Navigation
Édition précédente Édition suivante
Le Trophée NHK (en anglais : NHK Trophy) est une compétition internationale de patinage artistique qui se déroule au Japon au cours de l'automne. Il accueille des patineurs amateurs de niveau senior dans quatre catégories: simple messieurs, simple dames, couple artistique et danse sur glace.
Le trente-huitième Trophée NHK est organisé du 25 au 27 novembre 2016 à la Makomanai Ice Arena de Sapporo. Il est la sixième compétition du Grand Prix ISU senior de la saison 2016/2017.

## Résultats

### Messieurs
| Rang | Nom              | Pays       | Points | Programme court | Programme court | Programme libre | Programme libre |
| ---- | ---------------- | ---------- | ------ | --------------- | --------------- | --------------- | --------------- |
| 1    | Yuzuru Hanyu     | Japon      | 301.47 | 1               | 103.89          | 1               | 197.58          |
| 2    | Nathan Chen      | États-Unis | 268.91 | 2               | 87.94           | 2               | 180.97          |
| 3    | Keiji Tanaka     | Japon      | 248.44 | 3               | 80.49           | 3               | 167.95          |
| 4    | Alexei Bychenko  | Israël     | 229.87 | 7               | 75.13           | 4               | 154.74          |
| 5    | Mikhail Kolyada  | Russie     | 225.69 | 4               | 78.18           | 6               | 147.51          |
| 6    | Deniss Vasiļjevs | Lettonie   | 223.73 | 10              | 70.50           | 5               | 153.23          |
| 7    | Jason Brown      | États-Unis | 218.47 | 8               | 74.33           | 7               | 144.14          |
| 8    | Nam Nguyen       | Canada     | 212.43 | 6               | 75.33           | 8               | 137.10          |
| 9    | Ryuju Hino       | Japon      | 207.15 | 9               | 72.50           | 9               | 134.65          |
| 10   | Elladj Baldé     | Canada     | 195.32 | 5               | 76.29           | 11              | 119.03          |
| 11   | Grant Hochstein  | États-Unis | 191.40 | 11              | 68.31           | 10              | 123.09          |

### Dames
| Rang | Nom                  | Pays         | Points | Programme court | Programme court | Programme libre | Programme libre |
| ---- | -------------------- | ------------ | ------ | --------------- | --------------- | --------------- | --------------- |
| 1    | Anna Pogorilaya      | Russie       | 210.86 | 1               | 71.56           | 1               | 139.30          |
| 2    | Satoko Miyahara      | Japon        | 198.00 | 3               | 64.20           | 2               | 133.80          |
| 3    | Maria Sotskova       | Russie       | 195.88 | 2               | 69.96           | 3               | 125.92          |
| 4    | Wakaba Higuchi       | Japon        | 185.39 | 5               | 62.58           | 4               | 122.81          |
| 5    | Mirai Nagasu         | États-Unis   | 180.33 | 4               | 63.49           | 8               | 116.84          |
| 6    | Karen Chen           | États-Unis   | 178.45 | 7               | 58.76           | 5               | 119.69          |
| 7    | Yura Matsuda         | Japon        | 178.26 | 6               | 60.98           | 7               | 117.28          |
| 8    | Elizabet Tursynbaeva | Kazakhstan   | 175.11 | 9               | 55.66           | 6               | 119.45          |
| 9    | Choi Da-bin          | Corée du Sud | 165.63 | 11              | 51.06           | 9               | 114.57          |
| 10   | Alaine Chartrand     | Canada       | 160.22 | 8               | 58.72           | 11              | 101.50          |
| 11   | Nicole Rajičová      | Slovaquie    | 159.70 | 10              | 53.43           | 10              | 106.27          |

### Couples
| Rang | Nom                                  | Pays       | Points | Programme court | Programme court | Programme libre | Programme libre |
| ---- | ------------------------------------ | ---------- | ------ | --------------- | --------------- | --------------- | --------------- |
| 1    | Meagan Duhamel / Eric Radford        | Canada     | 204.56 | 2               | 72.95           | 1               | 131.61          |
| 2    | Peng Cheng / Jin Yang                | Chine      | 196.87 | 1               | 73.33           | 2               | 123.54          |
| 3    | Wang Xuehan / Wang Lei               | Chine      | 185.32 | 3               | 65.66           | 3               | 119.66          |
| 4    | Tarah Kayne / Daniel O'Shea          | États-Unis | 172.20 | 5               | 57.02           | 4               | 115.18          |
| 5    | Mari Vartmann / Ruben Blommaert      | Allemagne  | 170.70 | 4               | 61.23           | 6               | 109.47          |
| 6    | Miriam Ziegler / Severin Kiefer      | Autriche   | 161.91 | 7               | 52.19           | 5               | 109.72          |
| 7    | Sumire Suto / Francis Boudreau-Audet | Japon      | 161.85 | 6               | 52.65           | 7               | 109.20          |

### Danse sur glace

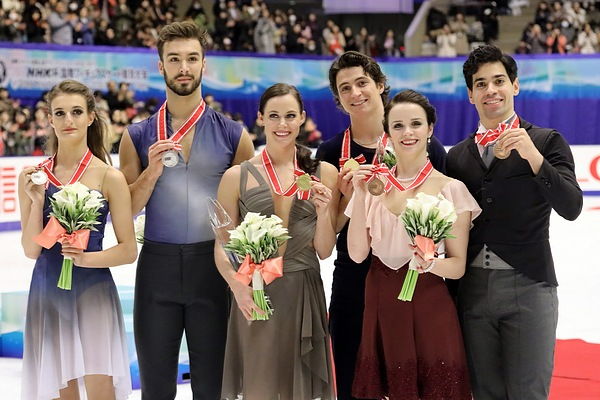
Podium de la danse sur glace

| Rang    | Nom                                     | Pays       | Points | Danse courte | Danse courte | Danse libre | Danse libre |
| ------- | --------------------------------------- | ---------- | ------ | ------------ | ------------ | ----------- | ----------- |
| 1       | Tessa Virtue / Scott Moir               | Canada     | 195.84 | 1            | 79.47        | 1           | 116.37      |
| 2       | Gabriella Papadakis / Guillaume Cizeron | France     | 186.66 | 2            | 75.60        | 2           | 111.06      |
| 3       | Anna Cappellini / Luca Lanotte          | Italie     | 180.42 | 3            | 72.00        | 3           | 108.42      |
| 4       | Kaitlin Hawayek / Jean-Luc Baker        | États-Unis | 169.75 | 5            | 65.41        | 4           | 104.34      |
| 5       | Victoria Sinitsina / Nikita Katsalapov  | Russie     | 169.62 | 4            | 68.85        | 5           | 100.77      |
| 6       | Marie-Jade Lauriault / Romain Le Gac    | France     | 149.99 | 7            | 58.21        | 6           | 91.78       |
| 7       | Natalia Kaliszek / Maksym Spodyriev     | Pologne    | 147.93 | 6            | 59.92        | 7           | 88.01       |
| 8       | Anastasia Cannuscio / Colin McManus     | États-Unis | 139.47 | 8            | 52.66        | 8           | 86.81       |
| 9       | Emi Hirai / Marien de la Asuncion       | Japon      | 120.35 | 9            | 49.37        | 9           | 70.98       |
| Forfait | Kana Muramoto / Chris Reed              | Japon      |        |              |              |             |             |

## Source
- (en) Résultats du Trophée NHK 2016 sur le site de l'ISU